# The Devil's Blood
The Devil's Blood was een Nederlandse occulte-rockgroep uit Eindhoven. Bandleider Selim 'SL' Lemouchi richtte de band in 2006 op. De bandnaam komt van het nummer "Devil's Blood" van de Zweedse blackmetalband Watain.

## Geschiedenis
De band werd opgericht door gitarist, tekstschrijver en componist Selim 'SL' Lemouchi. SL's zus Farida 'F. The Mouth Of Satan' Lemouchi werd lid van de band na een vocale bijdrage aan het nummer "The Graveyard Shuffle".
Op 17 april 2008 vond een eerste optreden van The Devil's Blood plaats tijdens Roadburn Festival in Tilburg.
Op 11 september 2009 bracht the groep haar eerste album "The Time of No Time Evermore" uit, wereldwijd via het Duitse Ván Records.
Op 11 november 2011 bracht de band haar tweede album "The Thousandfold Epicentre" uit, wederom door Ván Records. Metal Blade Records bracht het album op 17 januari 2012 uit in Noord-Amerika. Volgend op de Noord-Amerikaanse release, was de band deel van The Decibel Magazine Tour 2012, met Behemoth, Watain en In Solitude, waarmee The Devil's Blood 26 optredens in Noord-Amerika verzorgde.
Op 25 januari 2013 kondigde de officiële Facebook-pagina van The Devil's Blood aan dat de band uit elkaar was. Op 11 april 2013 verscheen nog een laatste album "III: Tabula Rasa Or Death And The Seven Pillars", met onafgemaakt demo-materiaal.
Selim Lemouchi overleed op 4 maart 2014 door zelfmoord.
Op 20 juni 2017 hielden The Devil's Blood-leden Farida Lemouchi, Ron van Herpen, Oeds Beydals, Thomas Sciarone, Job van de Zande, Sander van Baalen en Micha Haring een eenmalige reünie om 'Voodoo Dust' te vertolken op de herdenkingsdienst van hun voormalige manager en boeker Danny 'Bidi' van Drongelen.

## Bandleden
Selim Lemouchi en Farida Lemouchi waren de enige constante leden van The Devil's Blood. De bezetting van de band veranderde met regelmaat.

### Voormalige bandleden
- Selim 'SL' Lemouchi - gitaar, zang (2007-2013)
- Farida 'The Mouth Of Satan' Lemouchi - zang (2007-2013)
- Sander 'B' van Baalen - drums (2007-2011)
- Thomas 'T' Sciarone - gitaar (2008-2011)
- Benjamin 'Jimmy Blitzer' Dokter - basgitaar (2008)
- Willem 'Will Power' Verbuyst - gitaar (2008)
- Job 'J' van de Zande - basgitaar (2008-2013)
- Ron 'R' van Herpen - gitaar (2008-2013)
- Micha 'M' Haring - drums (2011-2013)
- Oeds 'O' Beydals - gitaar (2011-2013)

## Discografie

### Albums
- The Time of No Time Evermore (2009)
- The Thousandfold Epicentre (2011)
- III: Tabula Rasa or Death and the Seven Pillars (2013)

### Demo's
- Demo 2007 (2007)

### Ep's en singles
- The Graveyard Shuffle 7" single (2008)
- Come, Reap ep (2008)
- I'll Be Your Ghost CD/12" single (2009)
- Fire Burning 7" single (2011)